# جيرالد فينتر
جيرالد فينتر (29 نوفمبر 1876 - 17 يناير 1923) (بالإنجليزية: Gerald Winter)‏ هو لاعب كريكت بريطاني.